# 阿氏偕老同穴
阿氏偕老同穴（学名：Euplectella aspergillum，一名画笔状偕老同穴），是一種屬於六放海綿綱偕老同穴屬的海綿。因為擁有二氧化矽質的骨針，许多偕老同穴属的海绵也被稱作玻璃海綿或「維納斯的花籃」（源於英語俗名）。而阿氏偕老同穴这个种因生长在菲律宾群岛附近，因此有时也被称作“菲律宾玻璃海绵”。常被用做觀賞用途，主要生存於深海100~3000公尺處，這種海綿也與海裡的甲殼類生物共生，通常會有兩隻，一公一母的蝦類（如儷蝦）以此為家，因而得名“偕老同穴”。

## 应用

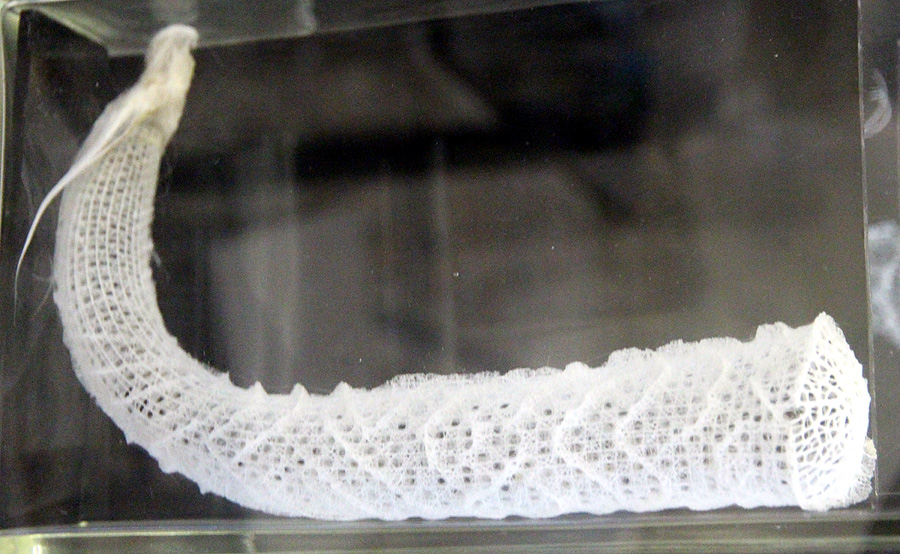
博物馆展出的阿氏偕老同穴标本

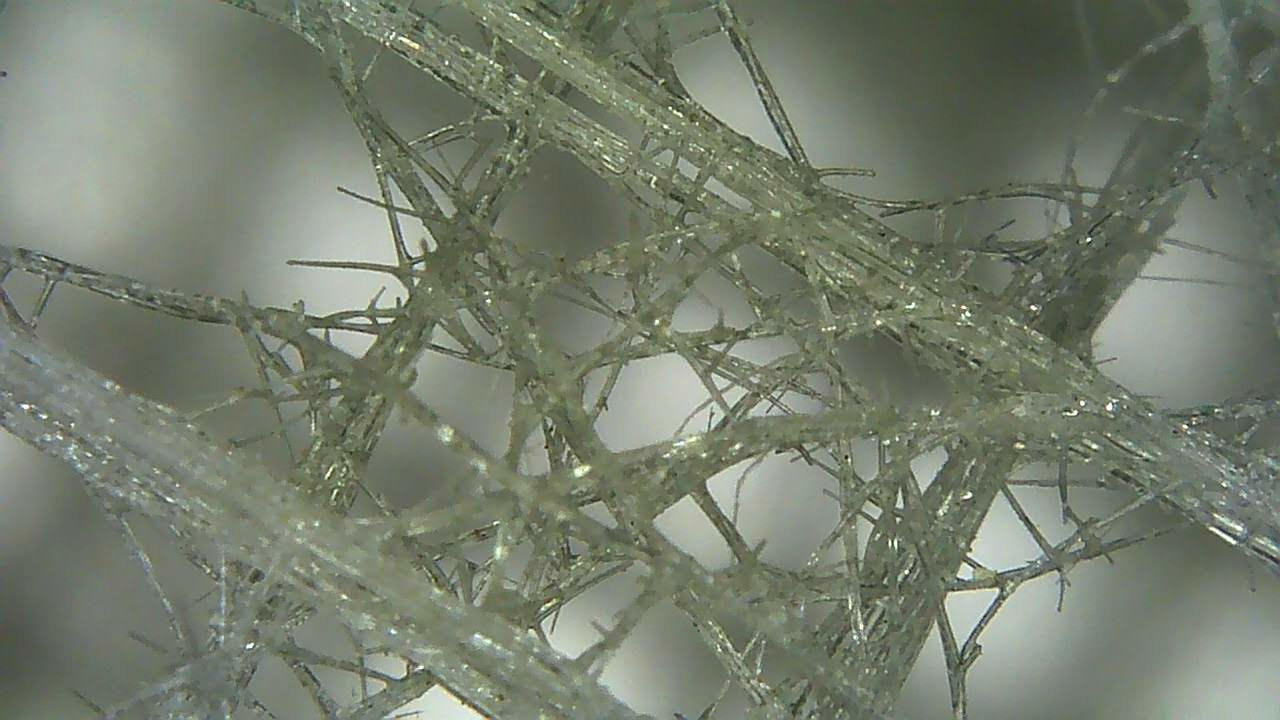
阿氏偕老同穴的针状体，为硅酸质

其骨骼为硅酸质，容易保存，且形状及质感均十分漂亮，因此在维多利亚时代的英国，这类骨骼十分受欢迎，据说其售价在5几尼以上。在日本，骨骼經過人類製作之後，成為一種愛情的紀念品。
在工业上，偕老同穴海绵因可产生玻璃纤维，因此有科学家尝试利用其低温生产光纤。